# Reserva Forestal Thomas van der Hammen
La Reserva Forestal Thomas van der Hammen es un área de protección ambiental de la Sabana de Bogotá declarada así en el año 2000 por el Ministerio de Ambiente y Desarrollo Sostenible. La reserva lleva el nombre del geólogo colombo-neerlandés Thomas van der Hammen quien dedicó años de estudio en dicha zona. El área protegida cuenta con 1395 hectáreas ubicadas en el norte de Bogotá, entre las calles 150 y 235, aproximadamente.
Los planes de restauración ambiental de la zona tienen como objetivo crear un bosque urbano con miras a garantizar la conectividad ambiental entre los Cerros Orientales y el río Bogotá, conservar los acuíferos subterráneos de agua, mejore la calidad del aire y proteger la diversidad y actividad de especies que la habitan.
Tras la posesión del alcalde Enrique Peñalosa en 2016 la importancia de la reserva ha sido motivo de controversias debido al interés de dicha administración por desarrollar un proyecto de vivienda y de ampliación de vías que atravesarían sus terrenos. Algunos movimientos ambientalistas, organizaciones ciudadanas, políticas y gubernamentales, se oponen a dicho proyecto.

## Origen legal

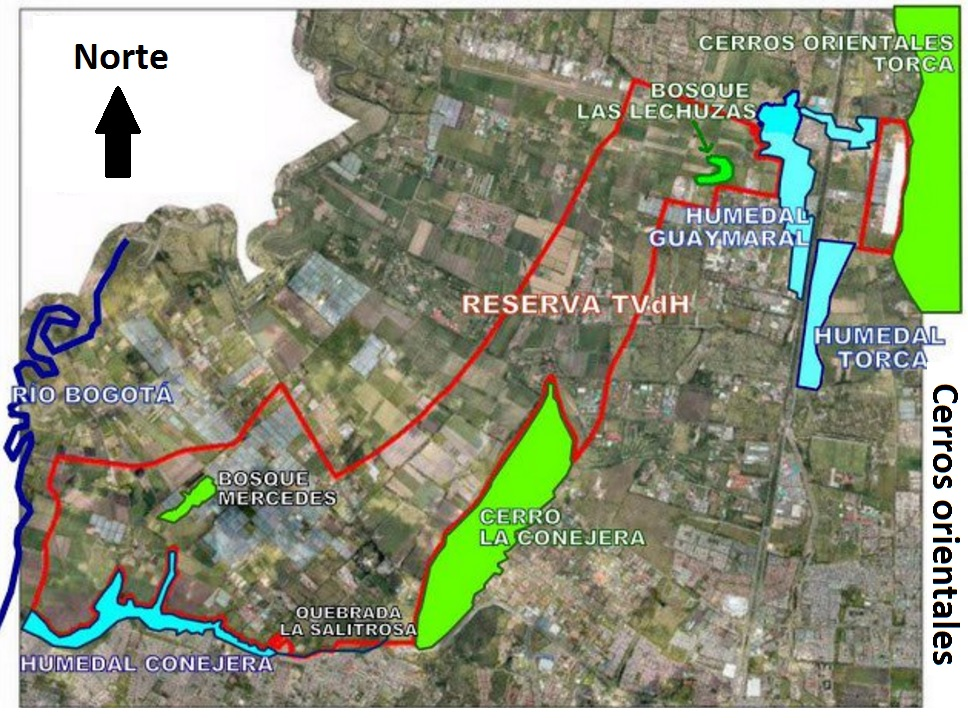
La Reserva busca conectar los bosques de los cerros orientales, con el Humedal de Torca y Guaymaral, los bosques de Las Mercedes y el de Las Lechuzas, con el Cerro de la Conejera, el humedal del mismo nombre y el Río Bogotá.

El artículo 61 de la ley 99 de 1993 declaró "la Sabana de Bogotá, sus páramos, aguas, valles aledaños, cerros circundantes y sistemas montañosos como de interés ecológico nacional, cuya destinación prioritaria será la agropecuaria y forestal". Mediante la resolución 0475 del 17 de mayo de 2000,  el Ministro de Medio Ambiente, Juan Mayr, ordenó la declaratoria de la Reserva Forestal Regional del Norte de Bogotá, como "franja de conexión, restauración y protección" y las Áreas Rurales, después de haber reunido una comisión de 12 expertos entre urbanistas, arquitectos, ambientalistas y expertos en población y turismo, para determinar el futuro que debía tener la zona. Ese panel de expertos recomendó constituir una "franja de conexión, restauración y protección" entre los relictos de bosque, los cerros, la Sabana y el valle aluvial del río Bogotá, de modo que se garantizara una mínima continuidad oriente - occidente a los ecosistemas, para no interrumpir los flujos de vida; "manteniendo así los elementos estructurantes del sistema ecológico y ambiental de la Sabana".
Dicha comisión fue citada para dirimir un desacuerdo entre el Distrito en cabeza del alcalde Enrique Peñalosa quien tenía planes de urbanizar la zona y la Corporación Autónoma Regional de Cundinamarca (CAR) que se opuso a esta iniciativa por razones ambientales. La comisión concluyó que dicha zona es un patrimonio ecológico, histórico y cultural de Bogotá y cuenta con características únicas que no existen en ningún otra área de Distrito Capital.  El entonces alcalde Peñalosa apeló la decisión ante el Consejo de Estado pero este falló en su contra en el año 2006.
En el año 2011, la CAR finalmente reglamentó la declaración de la zona como reserva. En ese momento, algunos habitantes y propietarios del sector presentaron demandas en su contra, al considerar como perjuicio a su patrimonio la no consolidación de los planes de expansión de la ciudad hacia el norte, limitándose las opciones de vender sus terrenos a urbanizadoras.
El 20 de octubre de 2014 fue aprobado el plan de manejo para la reserva, lo que prohibió cualquier tipo de construcción en dicha zona. En julio de 2015 durante el mandato del alcalde Gustavo Petro, La Empresa de Acueducto de Bogotá y la Secretaría de Ambiente emitieron una resolución que declaró el suelo de utilidad pública lo que permitiría al distrito comprar los terrenos necesarios a particulares o expropiarlos si estos se negaban a venderlos, con el objetivo de convertir la reserva en el "bosque urbano más grande del mundo". El Acueducto comenzó el proceso de compra de una parte de los terrenos de la Reserva ese mismo año y para ello destinó $21 mil millones de pesos de su presupuesto.

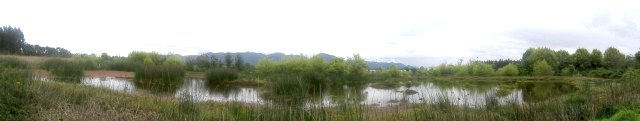
El Humedal La Conejera hace parte de la reserva.

## Especies de la reserva
Según la Academia Colombiana de Ciencias Exactas, hasta 2011 había al menos 514 especies de flora y fauna identificadas en la reserva.

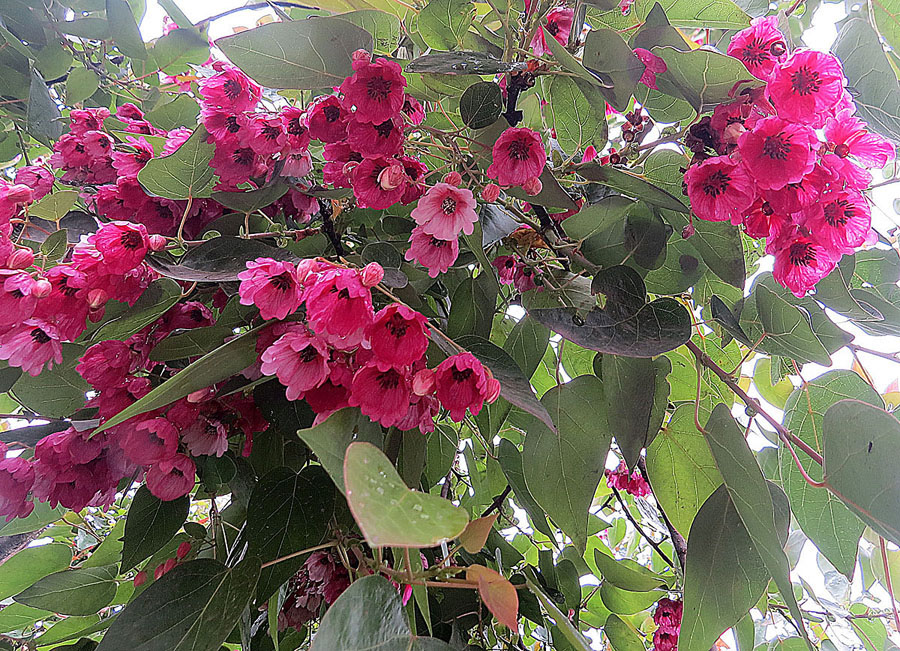
Raque (Vallea stipularis)

### Flora
Solamente en el Humedal de La Conejera se han registrado 252 especies de flora, de las cuales 17 son acuáticas y 3 son casos de endemismo localizado.
En el bosque Las Mercedes se encuentran árboles nativos, siendo la especie más representativa el palo mulato o palo blanco (Ilex kunthiana). Abundan también el raque (Vallea stipularis), el tomatillo (Solanum ovalifolium) y el arrayán (Myrcianthes leucoxyla). Destaca un centenario cedro (Cedrela montana) de 12 m de altura. Son frecuentes el arboloco (Smallanthus pyramidalis), el chilco (Baccharis latifolia) y la zarzamora (Rubus floribundus). Por la actividad humana en el bosque hay plantas colonizadoras y presenta una invasión de trepadoras por lo que los profesionales del Jardín Botánico de Bogotá vienen adelantando acciones para el control de esas especies.
Entre las especies de plantas nativas de gran interés que se encuentran en la reserva está la margarita de pantano (Senecio carbonelli), que había sido declarada extinta en 1997, pero fue redescubierta en el Humedal La Conejera en 1998 y de nuevo registrada en el 2015. En peligro de extinción están el tote o silvato (Calceolaria bogotensis).

### Mariposas
En la zona de la reserva se ha confirmado la existencia de 30 especies de mariposas, que transitan e interactúan con el hábitat de la zona, dos de ellas son nuevas para la ciencia.
|             |
| Dryas iulia |

|                |
| Corades chelon |

|               |
| Colias dimera |

|                      |
| Vanessa virginiensis |

|                 |
| Hemiargus_hanno |

Entre las especies encontradas pueden mencionarse:  Dryas iulia, Colias dimera, Hemiargus hanno, Corades chelonis, Vanessa virginiensis, Corades enyo, Corades medeba, Pedaliodes poesia, Pedaliodes phoenissa,  Pedaliodes manis, Altopedaliodes cocytia, Lymanopoda obsoleta, Pronophila epidipnis, Lasiophila circe, Lyenix nemesis, Dione glycera, Eurema salome, Idioneurula erebioides y Panyapedaliodes drymaea.

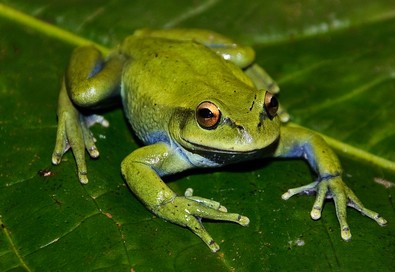
Rana sabanera

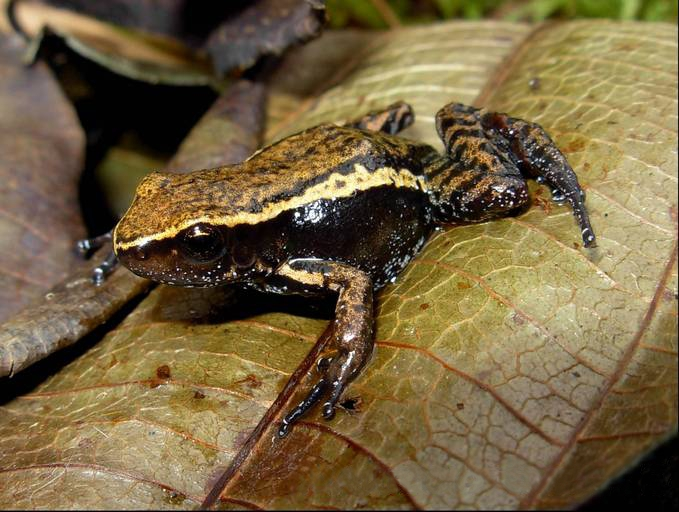
Rana campana

### Anfibios, reptiles y peces
Se han registrado 3 especies de anfibios, 8 de reptiles y además 2 especies nativas y una introducida de peces. Se han encontrado la rana campana Hyloxalus subpunctatus, la rana sabanera Dendropsophus labialis, las lagartijas Anadia bogotensis,  Anolis heterodermus y  collareja Stenocercus trachycephalus, la serpiente sabanera Atractus crassicaudatus, la culebra de pantano Erythrolamprus epinephelus, el pez capitán Eremophilus mutisii y la guapucha Grundulus bogotensis. La carpa Cyprinus carpio fue introducida hace años.

### Aves

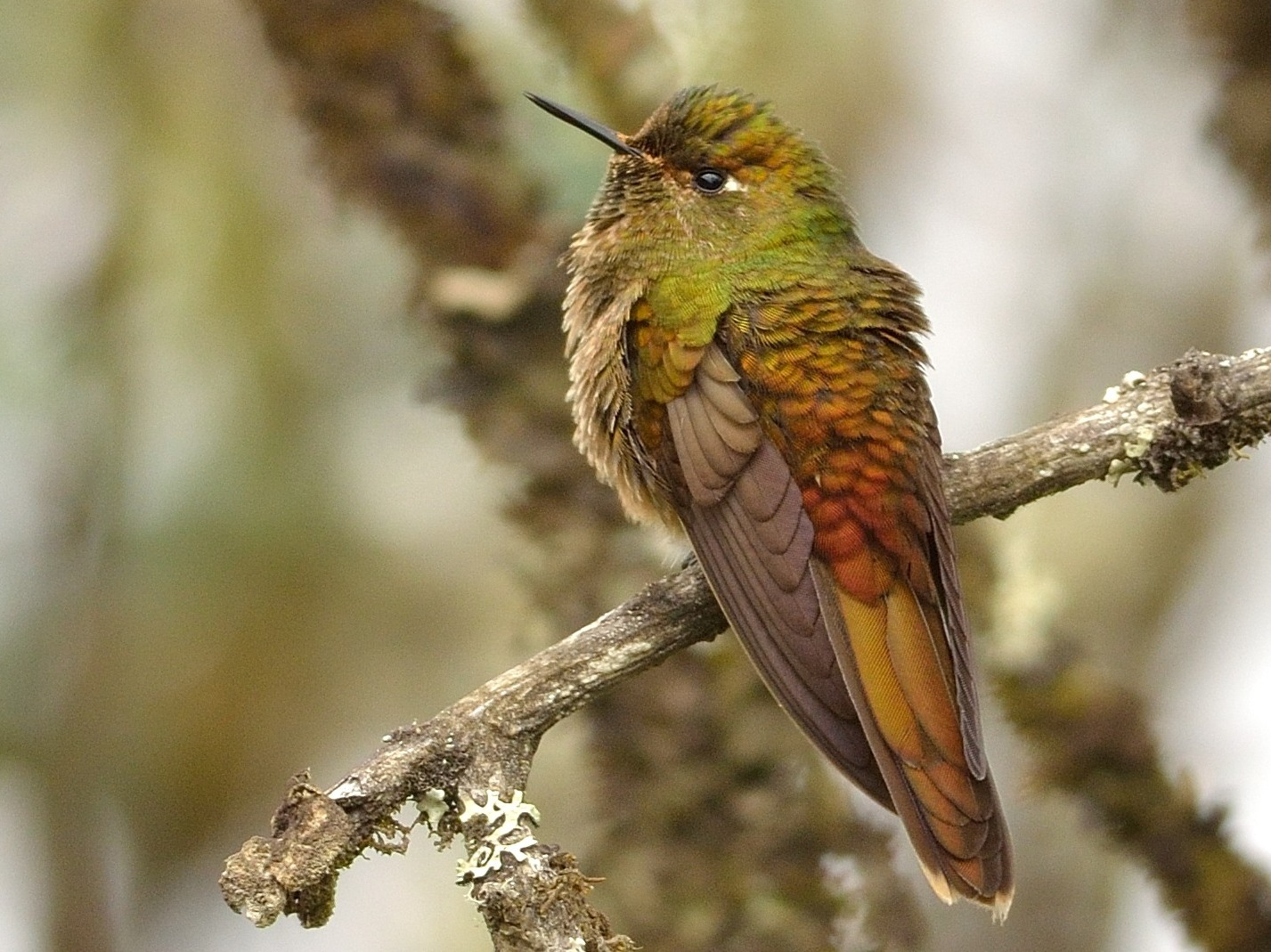
Colibrí picoespina una de las especies de aves que habita la zona.

La reserva cuenta con 181 especies de aves de las cuales 28 son migratorias. Se destacan algunas especies de aves endémicas (exclusivas de la región) como la Tingua bogotana (Rallus semiplumbeus ) y el Chamicero cundiboyacense (Synallaxis subpudica), algunas de las cuales están en peligro de extinción. En el bosque de Las Mercedes, último fragmento de bosque montano en la Sabana de Bogotá y que se encuentra dentro de la zona de la reserva, se encuentra una buena población de chamiceros boyacenses.

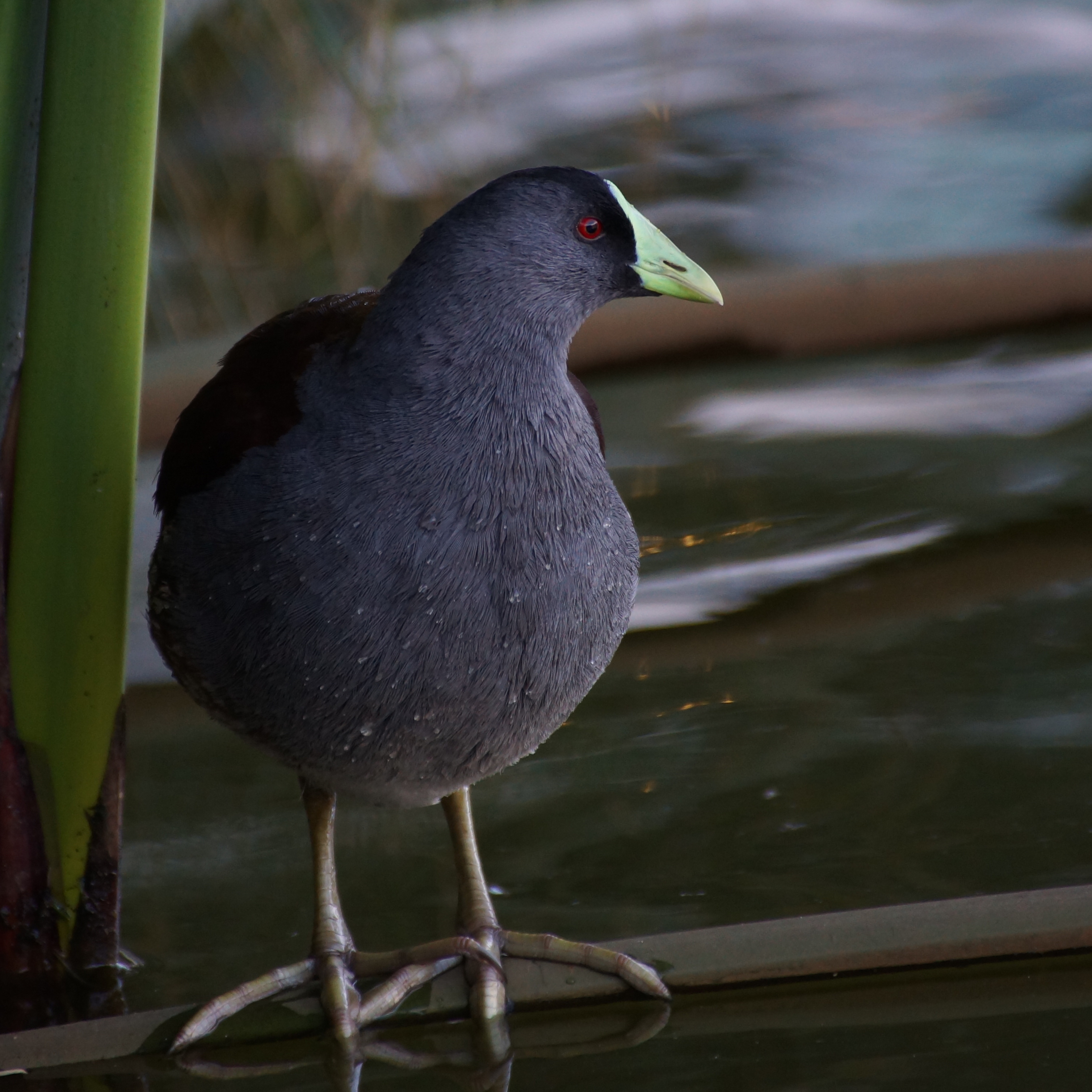
La tingüa de pico verde (Gallinula melanops bogotensis) se encuentra criticamente amenazada. Habita en la zona de la Reserva Forestal Thomas van der Hammen.

También se destaca la presencia de colibrí pico de espina (Chalcostigma heteropogon); pomponero cobrizo (Eriocnemis cupreoventris), colibrí gargantipurpura (Coeligena helianthea), mielero pico cono rufo (Conirostrum rufum), monjita Chrysomus icterocephalus, la chisga sabanera (Spinus spinescens) y arrullador (Scytalopus griseicollis). En la zona se ha encontrado el doradito tropical (Pseudocolopteryx acutipennis. Llegan aves migratorias como la reinita cielo azul (Setophaga cerulea), la reinita acuática (Parkesia noveboracensis), los cardenales abejero (Piranga rubra) y alinegro (Piranga olivacea) y el pato barraquete (Anas discors).

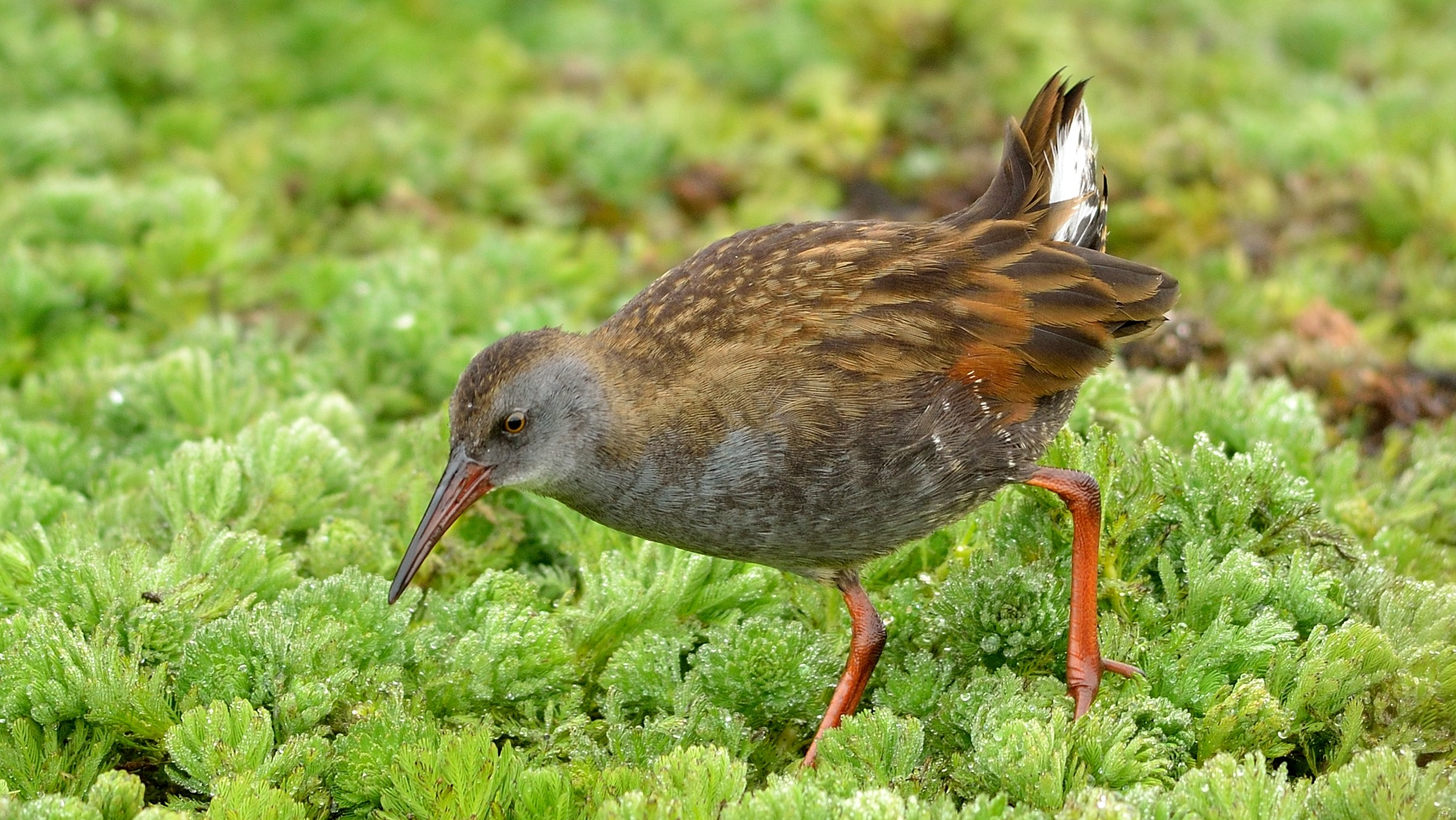
Tingua bogotana (Rallus semiplumbeus), una de las especies en peligro de extinción que habita la zona y otros pantanos y humedales entre 2000 y 4000 metros.

El pato turrio (Oxyura jamaicensis andina) también ha sido reportado en la zona, junto con la tingua de pico verde (Gallinula melanops bogotensis), que se encuentra en peligro de extinción y es endémica de la Cordillera Oriental colombiana. Otras aves amenazadas que subsisten en la reserva son el chirriador Cistothorus apolinari) el cucarachero (Troglodytes aedon), la garza dorada (Ixobrychus exilis) y el búho bogotano (Asio flammeus bogotensis). Estas especies pueden tener una oportunidad de recuperación con la reserva, incluyendo la protección del humedal "El Conejito" ubicado en la zona de la reserva.
Las especies de aves más abundantes en la reserva son el copetón (Zonotrichia capensis), el mirlo (Turdus fuscater), el carbonero (Diglossa humeralis) y la paloma sabanera Zenaida auriculata.

### Murciélagos
En la zona de reserva se captaron las llamadas de ecolocalización que emiten los murciélagos, identificándose una correspondiente a la familia Vespertilionidae (Eptesicus fuscus, Myotis nigricans, Lasiurus cinereus, Histiotus montanus), y otra a la familia Molossidae (Eumops glaucinus, Nyctinomops aurispinosus, Tadarida brasiliensis) . De las cinco especies de la familia Phyllostomidae en la región,  (Anoura geoffroyi, Carollia perspicillata, Sturnira ludovici, Sturnira bogotensis), se ha comprobado la presencia de al menos dos en la reserva: Sturnira bogotensis ha sido capturado en humedales de Suba y Anoura geoffroyi en el Humedal de Guaymaral. Lasiurus cinereus fue hallado en La Conejera.
Las especies de las familias Vespertilionidae y Molossidae son insectívoras. Por otra parte, las especies de la familia Phyllostomidae, registradas para Bogotá, pueden consumir frutas, néctar y polen.
En una investigación de Francisco Sánchez se encontró que la actividad de los murciélagos insectívoros cerca a vías importantes aumenta al avanzar la noche, mientras que en sitios sin vías principales fue en las primeras horas de la noche. Lo que sugiere, que los murciélagos evitan zonas con alto flujo vehicular y estas vías reducen la disponibilidad de hábitats para los murciélagos insectívoros, al menos, en las primeras horas de la noche.

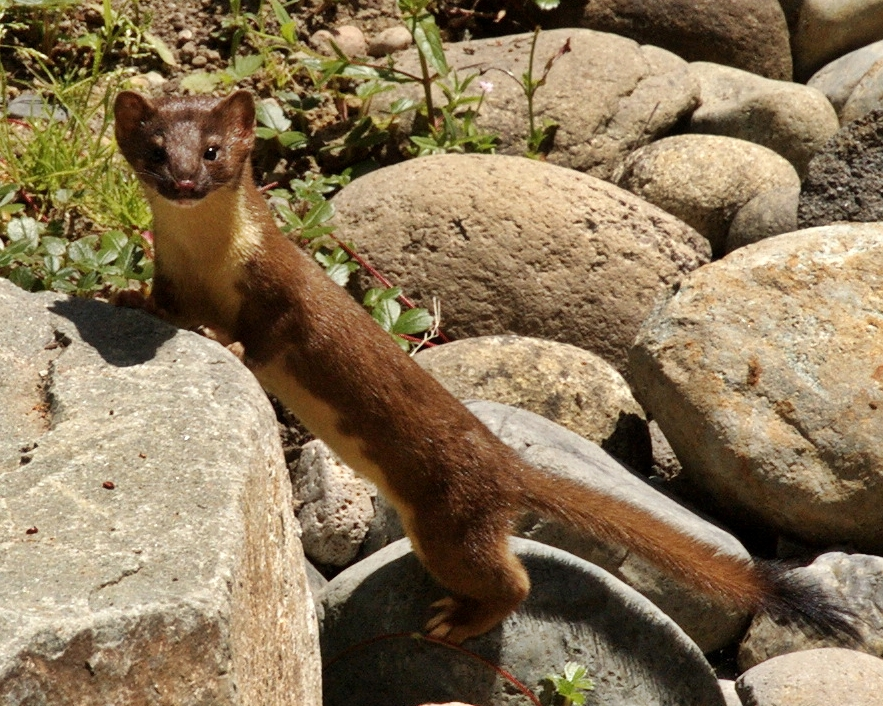
Comadreja.

### Otros mamíferos silvestres
En el Bosque de Las Mercedes se ha comprobado la presencia mediante capturas transitorias de la zarigüeya Didelphis pernigra, la comadreja Mustela frenata, el ratón arrocero Oligoryzomys griseolus y el cuy Cavia aperea. En La Conejera se han encontrado además la ardilla Sciurus granatensis, el ratón de campo Microxus bogotensis y la musaraña Cryptotis thomasi. Un cuerpo de esta musaraña se había encontrado en Guaymaral. En otras partes de la reserva se ha encontrado vivos el ratón de campo Thomasomys niveipes y osaderos (hoyos en el suelo para atrapar insectos) cavados por coatíes Nasuella  olivacea. Esta especie, así como ardillas Sciurus granatensis, guaguas Cuniculus taczanowskii y conejos Sylvilagus brasiliensis han sido vistos por habitantes en la reserva. El zorro perruno Cerdocyon thous visita el Humedal de Torca.

## Reserva agrícola
Los suelos de la Reserva están clasificados en las categorías II y III, por el Instituto Geográfico Agustín Codazzi, lo que significa que también es una reserva agrícola, con suelos de la más alta calidad para la producción de alimentos para la ciudad. El 36% del área la reserva, unas 500 hectáreas, son aptas para la producción agrícola, así como para la ganadería de leche, avicultura y cría de especies menores, orientadas hacia la producción ecológica. La reserva produce papa, arveja, maíz, lechuga, zanahoria, tomate, haba quinua y varias frutas (fresa, mora, curuba, uchuva, tomate de árbol, durazno, ciruela, manzana y pera). Para garantizar a sus habitantes el abastecimiento de oxígeno y alimento, Bogotá se dotó desde 2007 de una política de ruralidad, dentro de la cual están las reservas. Se trata de frenar la conurbación con los municipios vecinos, controlando la expansión urbana y construir un cinturón verde como el que poseen algunas ciudades del mundo.

## Procesos de restauración en la reserva
Durante la administración de Gustavo Petro el Jardín Botánico de Bogotá recibió predios del Instituto de Desarrollo Urbano para mejorar el entorno del Humedal La Conejera, así como para mejorar el hábitat del fragmento del bosque de Las Mercedes, ubicado dentro de la zona de reserva. Allí se pudo evidenciar que debido a los invernaderos que rodean este bosque las condiciones de microclima no son las propias del interior del bosque, sino un grado más alto. Esto favoreció la sobrepoblación de arbustos de mora silvestre. El Jardín Botánico controló parte de las plantas invasoras, y sembró arboloco (Smallanthus pyramidalis), alisos y otras especies nativas.

## Debate por propuesta de urbanización de la reserva

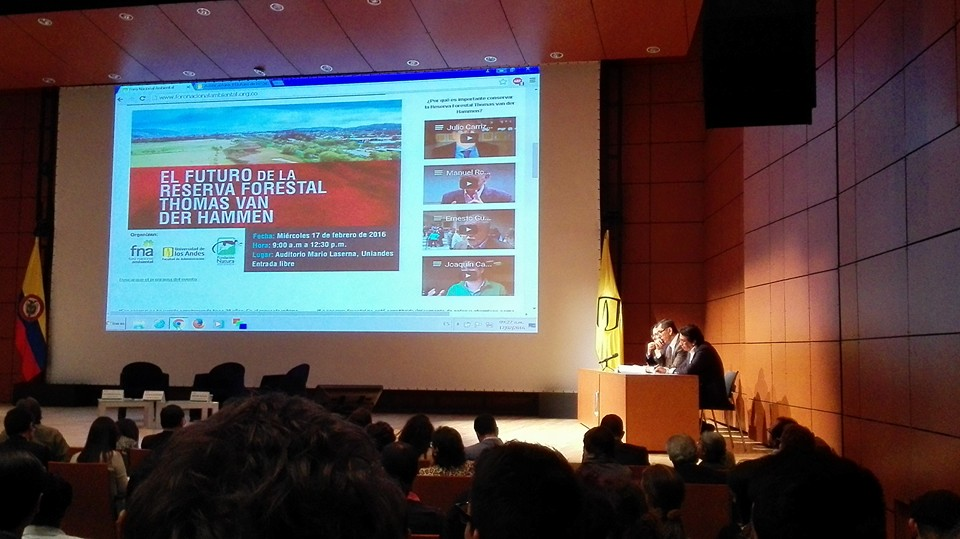
Foro sobre el futuro de la Reserva Thomas van der Hammen llevado a cabo en la Universidad de los Andes.

A inicios del año 2016 el reelecto alcalde de Bogotá Enrique Peñalosa manifestó su intención de urbanizar el área como lo había intentado en su pasada administración.
Según la propuesta original, las áreas actualmente con bosques, el 7,8 % de la reserva actual, serían protegidas. Sin embargo su enfoque ambiental está en la preservación de los cerros orientales y la descontaminación del Río Bogotá.
Dicha propuesta generó controversia entre ambientalistas, políticos y opinión pública. El alcalde ya había intentado urbanizar dicha área en su primer mandato, cuando un panel de expertos determinó negarle el permiso.  Por esta y otras razones varios ambientalistas se han opuesto a la urbanización pues aseguran que la reserva es de vital importancia para conservar la calidad del aire y especialmente el agua de Bogotá, además de poseer un estatus jurídico que la blinda en contra de intervenciones urbanísticas.
Entre tanto, la directora del Instituto Humboldt, Brigitte Baptiste, afirmó que se deben analizar las propuestas y no polarizar el tema alrededor de la reserva. Puntualizó que es necesario que Bogotá disponga de áreas grandes silvestres para la recarga de los acuíferos.

## Propietarios actuales de una reserva
Pese a ser un área de protección ambiental los predios que se ubican dentro de la reserva pertenecen a privados.
Los mayores poseedores de predios se relacionan en la siguiente tablaː
| Propietario                                              | predio en hectáreas | porcentaje de la reserva |
| -------------------------------------------------------- | ------------------- | ------------------------ |
| Inversiones Agropecuarias Jaramillo Mejia y CIA. S.en C. | 236,48              | 17,75                    |
| Camelia S.A.                                             | 165                 | 12,39                    |
| Arquitectura y Concreto S.A.                             | 57,84               | 4,34                     |
| Inversiones Herd Lltda (Antes Pardo Uribe CIA.Ltda.)     | 42,84               | 3,22                     |
| Thorneloe Energy Sucursal Colombia                       | 33,80               | 2,54                     |
| Splendor Flowers ltda.                                   | 33,42               | 2,51                     |
| García Fontan Estefano                                   | 31,16               | 2,34                     |
| Helm Bank S.A                                            | 30,98               | 2,04                     |
| Caicedo Gonzáles Luis Francisco                          | 27,20               | 1,88                     |
| Instituto de Desarrollo Urbano                           | 25,03               | 1,84                     |
| Empresa de Acueducto y Alcantarillado de Bogotá          | 24,53               | 1,62                     |
| Flores de las Mercedes ltda.                             | 21,61               | 1,45                     |
| Arias Arenas Juan David                                  | 19,36               | 1,34                     |
| Martínez Uribe Sandra                                    | 17,88               | 1,31                     |
| Inversiones Landu S.A                                    | 17,50               | 1,19                     |
| El Olivo                                                 | 15,79               | 1                        |
| Fondo de Empleados SOFASA                                | 13,36               | 0,99                     |
| Entidad Promotora Inmueble S.A.S.                        | 13,21               | 0,99                     |
| Monasterio Enseñanza Compañía de María                   | 12,88               | 0,93                     |
| Caja de Compensación Familiar AFIDRO                     | 12,42               | 0,83                     |
| Congregación Religiosos Terciarios Capuchinos            | 11.07               | 0.81                     |
| Clavijo Posada José Fernando                             | 10.75               | 0.80                     |
| Acción Sociedad Fiduciaria S.A Parque Real de Suba       | 10.64               | 0.72                     |
| Unidad Inmobiliaria Cerrada la Lomita                    | 9.63                | 0.72                     |
| Mejía Flores y Compañía                                  | 9.59                | 0.62                     |
| Provincia de San Luis Central de Colombia                | 8.24                | 0.60                     |
| Qunitero Melo Federico Guillermo                         | 7.85                | 0.60                     |
| Arquitectura Estudios y Construcciones                   | 7.99                | 0.59                     |
| Otros                                                    | 74.40               | 5,59                     |